# 1744
Năm 1744 (số La Mã: MDCCXLIV) là một năm nhuận bắt đầu từ ngày thứ tư (liên kết sẽ hiển thị đầy đủ lịch) trong lịch Gregory (hoặc một năm nhuận bắt đầu vào Chủ Nhật của lịch Julius chậm hơn 11 ngày).

## Sinh
- 1 tháng 8 - Jean-Baptiste Lamarck, nhà tự nhiên học người Pháp (mất 1829)
- 25 tháng 8 - Johann Gottfried von Herder, nhà thơ, nhà triết học người Đức (mất 1803)